# Discozercon
Genre
Discozercon est un genre d'acariens mesostigmates de la famille des Discozerconidae.

## Liste des espèces
- Discozercon derricki Domrow, 1956
- Discozercon mirabilis Berlese, 1910

## Publication originale
- Berlese, 1910 : Brevi diagnosi di generi e specie nuovi di Acari. Redia, vol. 6, n. 2, p. 346-388 (texte intégral).